# 2023년 월드 베이스볼 클래식 선수 명단
2023년 월드 베이스볼 클래식 선수 명단은 다음과 같다.

## A조

### 네덜란드
- 감독 헨슬리 뮬렌
- 코치 티야츠 스미스, 버트 블라일레븐, 진 킹세일, 벤 티센, 앤드루 존스, 마이크 하키, 에베르트 얀트 호엔

| 00 | 투수   | 데릭 웨스트         | 1996년 12월 2일(26세)  | 피츠버그 파이리츠 산하 마이너       |  |  |
| 16 | 투수   | 라스 후이제르       | 1993년 9월 22일(29세)  | HCAW                                |  |  |
| 17 | 투수   | 아리즈 프란센       | 2001년 5월 20일(21세)  | 신시내티 레즈 산하 마이너           |  |  |
| 20 | 투수   | 마이크 볼센브룩     | 1987년 3월 11일(35세)  | 하이덴하임 히스 헤즈                |  |  |
| 29 | 투수   | 에릭 멘데스         | 1999년 12월 3일(23세)  | 애리조나 다이아몬드백스 산하 마이너 |  |  |
| 30 | 투수   | 데니스 버거스다이크 | 1988년 7월 19일(34세)  | HCAW                                |  |  |
| 32 | 투수   | 제이든 에스타니스타 | 2001년 10월 3일(21세)  | 필라델피아 필리스 산하 마이너       |  |  |
| 33 | 투수   | 케빈 켈리           | 1990년 5월 27일(32세)  | 넵투누스                            |  |  |
| 36 | 투수   | 조지 카시미르       | 2001년 7월 12일(21세)  | 토론토 블루제이스 산하 마이너       |  |  |
| 37 | 투수   | 톰 드 불록          | 1996년 5월 8일(26세)   | 넵투누스                            |  |  |
| 39 | 투수   | 샤이론 마르티스     | 1987년 3월 30일(35세)  | 암스테르담 파이레트스               |  |  |
| 41 | 투수   | 라이언 헌팅턴       | 1996년 8월 25일(26세)  | 넵투누스                            |  |  |
| 45 | 투수   | J.C 술바란          | 1989년 11월 9일(33세)  | 인디오스 델 보어                    |  |  |
| 46 | 투수   | 페드로 스트롭       | 1985년 6월 13일(37세)  | 레오네스 델 에스코기도              |  |  |
| 49 | 투수   | 자이르 주렌스       | 1986년 1월 29일(37세)  | 티그레스 데 아라과                  |  |  |
| 51 | 투수   | 딜런 팔리           | 2001년 12월 26일(21세) | 암스테르담 파이레트스               |  |  |
| 55 | 투수   | 프랭클린 반 거프    | 1995년 10월 26일(27세) | 에스트레라스 오리엔타레스           |  |  |
| 58 | 투수   | 앤트원 켈리         | 2003년 9월 1일(19세)   | 피츠버그 파이리츠 산하 마이너       |  |  |
| 62 | 투수   | 스콧 프린스         | 2001년 2월 9일(22세)   | 암스테르담 파이레트스               |  |  |
| 66 | 투수   | 아론 드 그루트      | 1999년 5월 21일(23세)  | 넵투누스                            |  |  |
| 74 | 투수   | 켄리 잰슨           | 1987년 9월 30일(35세)  | 보스턴 레드삭스                     |  |  |
| 99 | 투수   | 웬델 플로라누스     | 1995년 4월 16일(27세)  | 기간테스 델 시바오                  |  |  |
|    |        |                     |                        |                                     |  |  |
| 14 | 포수   | 채드윅 트롬프       | 1993년 4월 26일(29세)  | 애틀랜타 브레이브스                 |  |  |
| 21 | 포수   | 디센코 리카르도     | 1990년 3월 1일(33세)   | 넵투누스                            |  |  |
| 26 | 포수   | 시나르프 룹스탁     | 1995년 3월 21일(27세)  | 암스테르담 파이레트스               |  |  |
|    |        |                     |                        |                                     |  |  |
| 2  | 내야수 | 잰더 보가츠         | 1992년 10월 1일(30세)  | 샌디에이고 파드리스                 |  |  |
| 3  | 내야수 | 리치 팔라시오스     | 1997년 5월 16일(25세)  | 클리블랜드 가디언스                 |  |  |
| 7  | 내야수 | 요나탄 스코프       | 1991년 10월 16일(31세) | 디트로이트 타이거즈                 |  |  |
| 9  | 내야수 | 안드렐톤 시몬스     | 1989년 9월 4일(33세)   | 무소속                              |  |  |
| 13 | 내야수 | 주레미 프로파르     | 1996년 1월 30일(27세)  | 브레이브스 데 레온                  |  |  |
| 15 | 내야수 | 샤를론 슈프         | 1987년 4월 15일(35세)  | 암스테르담 파이레트스               |  |  |
| 18 | 내야수 | 디디 흐레호리위스   | 1990년 2월 18일(33세)  | 캉그레헤로스 데 산투르세            |  |  |
| 40 | 내야수 | 잔더 비엘           | 1993년 1월 11일(30세)  | 하이 포인트 로커스                  |  |  |
|    |        |                     |                        |                                     |  |  |
| 4  | 외야수 | 블라디미르 발렌틴   | 1984년 7월 2일(38세)   | 기간테스 델 시바오                  |  |  |
| 10 | 외야수 | 유릭손 프로파르     | 1993년 2월 20일(30세)  | 무소속                              |  |  |
| 11 | 외야수 | 레이 페트릭 디더    | 1994년 1월 10일(29세)  | 무소속                              |  |  |
| 50 | 외야수 | 로허르 베르나디나   | 1984년 6월 12일(38세)  | 리오네스 데 레온                    |  |  |
| 77 | 외야수 | 조슈아 팔라시오스   | 1995년 7월 30일(27세)  | 피츠버그 파이리츠 산하 마이너       |  |  |

### 이탈리아
- 감독 마이크 피아자
- 코치 블레이크 부테라, 마이클 보젤로, 잭 산도라, 제이슨 시몬타키, 미셸 제랄리, 조 쉬, 크리스 데노르피아

| 16 | 투수   | 제프리 파산티노       | 1995년 9월 24일(27세)  | 히간테스 데 카롤리나                |  |  |
| 18 | 투수   | 미첼 스톰포           | 1996년 6월 17일(26세)  | 애리조나 다이아몬드백스 산하 마이너 |  |  |
| 19 | 투수   | 브라이언 마코니       | 1997년 5월 9일(25세)   | 필라델피아 필리스 산하 마이너       |  |  |
| 21 | 투수   | 스티븐 우즈 주니어    | 1995년 6월 10일(27세)  | 무소속                              |  |  |
| 23 | 투수   | 글렌 알바니스 주니어  | 1998년 10월 22일(24세) | 로스앤젤레스 에인절스 산하 마이너   |  |  |
| 25 | 투수   | 조이 마르시아노       | 1995년 1월 11일(28세)  | 샌프란시스코 자이언츠 산하 마이너   |  |  |
| 28 | 투수   | 알레산드로 에르콜라니 | 2004년 4월 20일(18세)  | 피츠버그 파이리츠 산하 마이너       |  |  |
| 32 | 투수   | 샘 가빌리오           | 1990년 5월 22일(32세)  | 무소속                              |  |  |
| 35 | 투수   | 조 비아지니           | 1990년 5월 29일(32세)  | 무소속                              |  |  |
| 37 | 투수   | 미셸 바살로티         | 2000년 9월 2일(22세)   | 밀워키 브루어스 산하 마이너         |  |  |
| 38 | 투수   | 라이언 카스텔라니     | 1996년 3월 1일(27세)   | 캔자스시티 모나크스                 |  |  |
| 39 | 투수   | 빈첸초 아이엘로       | 1994년 8월 6일(28세)   | 스태튼 아일랜드 페리호크스          |  |  |
| 40 | 투수   | 알렉스 바사니         | 1990년 11월 25일(32세) | 포르티투도 베이스볼 볼로냐          |  |  |
| 40 | 투수   | 맷 하비               | 1989년 3월 27일(33세)  | 무소속                              |  |  |
| 44 | 투수   | 클라우디오 스코티     | 1998년 7월 8일(24세)   | 뉴욕 메츠 산하 마이너               |  |  |
| 46 | 투수   | 마테오 보치           | 1999년 7월 19일(23세)  | 파르마 베이스볼                     |  |  |
| 48 | 투수   | 비니 니톨리           | 1990년 11월 11일(32세) | 시카고 컵스 산하 마이너             |  |  |
| 52 | 투수   | 브렉스톤 로렌지니     | 1995년 4월 5일(27세)   | 무소속                              |  |  |
| 53 | 투수   | 앙드레 팔란테         | 1999년 9월 18일(23세)  | 세인트루이스 카디널스               |  |  |
| 67 | 투수   | 매트 패스타           | 1993년 3월 11일(29세)  | 시애틀 매리너스                     |  |  |
| 75 | 투수   | 조 라소르사           | 1998년 4월 29일(24세)  | 템파베이 레이스 산하 마이너         |  |  |
| 99 | 투수   | 니콜로 피나치         | 1999년 10월 25일(23세) | 신시내티 레즈 산하 마이너           |  |  |
|    |        |                       |                        |                                     |  |  |
| 12 | 포수   | 브렛 설리번           | 1994년 2월 22일(29세)  | 샌디에이고 파드리스 산하 마이너     |  |  |
| 27 | 포수   | 비토 프리시아         | 1996년 12월 19일(26세) | 필라델피아 필리스 산하 마이너       |  |  |
| 29 | 포수   | 도미니크 미로글리오   | 1995년 3월 10일(27세)  | 애리조나 다이아몬드백스 산하 마이너 |  |  |
| 36 | 포수   | 알베리토 미네오       | 1994년 7월 23일(28세)  | 파르마 베이스볼                     |  |  |
|    |        |                       |                        |                                     |  |  |
| 1  | 내야수 | 마일스 마스트로부오니 | 1995년 10월 31일(27세) | 시카고 컵스                         |  |  |
| 2  | 내야수 | 니키 로페즈           | 1995년 3월 13일(27세)  | 캔자스 시티 로열스                  |  |  |
| 6  | 내야수 | 존 발렌테             | 1995년 6월 23일(27세)  | 디트로이트 타이거즈 산하 마이너     |  |  |
| 9  | 내야수 | 비니 파스콴티노       | 1997년 10월 10일(25세) | 캔자스 시티 로열스                  |  |  |
| 15 | 내야수 | 로벨 가르시아         | 1993년 3월 28일(29세)  | 토로스 델 에스테                    |  |  |
| 22 | 내야수 | 데이비드 플레처       | 1996년 12월 19일(26세) | 로스앤젤레스 에인절스               |  |  |
|    |        |                       |                        |                                     |  |  |
| 5  | 외야수 | 도미닉 플레처         | 1997년 9월 2일(25세)   | 애리조나 다이아몬드백스 산하 마이너 |  |  |
| 11 | 외야수 | 살 플렐릭             | 1997년 4월 19일(25세)  | 밀워키 브루어스 산하 마이너         |  |  |
| 26 | 외야수 | 벤 델루지오           | 1994년 8월 9일(28세)   | 시카고 컵스 산하 마이너             |  |  |

### 중화 타이베이
- 감독 린웨핑
- 코치 펭청민, 정하오진, 쉬멍지에, 창지엔밍, 천지엔호, 가오지강, 왕젠민

| 15 | 투수   | 루옌칭          | 1996년 3월 10일(26세)  | 중신 브라더스                     |  |  |
| 16 | 투수   | 왕웨이중        | 1992년 4월 25일(30세)  | 웨이취안 드래건스                 |  |  |
| 17 | 투수   | 천관위          | 1991년 7월 9일(31세)   | 라쿠텐 몽키스                     |  |  |
| 21 | 투수   | C.C 리          | 1986년 10월 21일(36세) | 중신 브라더스                     |  |  |
| 29 | 투수   | 카이웨이톙      | 1998년 11월 1일(24세)  | 샌프란시스코 자이언츠 산하 마이너 |  |  |
| 32 | 투수   | 첸 유쉰         | 1989년 5월 20일(33세)  | 라쿠텐 몽키스                     |  |  |
| 43 | 투수   | 성치아오        | 1992년 9월 6일(30세)   | 도호쿠 라쿠텐 골든이글스          |  |  |
| 58 | 투수   | 후치웨이        | 1993년 11월 4일(29세)  | 유니 세븐일레븐 라이언스          |  |  |
| 59 | 투수   | 쿠안웨이 첸     | 1996년 10월 28일(26세) | 웨이취안 드래건스                 |  |  |
| 60 | 투수   | 쳉유에          | 2001년 11월 7일(21세)  | 푸방 가디언스                     |  |  |
| 69 | 투수   | 황쯔펑          | 1994년 3월 9일(28세)   | 라쿠텐 몽키스                     |  |  |
| 71 | 투수   | 샤오칭치앙      | 1993년 11월 10일(29세) | 푸방 가디언스                     |  |  |
| 81 | 투수   | 시펑첸          | 1997년 9월 20일(25세)  | 푸방 가디언스                     |  |  |
| 93 | 투수   | 우처위안        | 1994년 8월 12일(28세)  | 중신 브라더스                     |  |  |
|    |        |                 |                        |                                   |  |  |
| 4  | 포수   | 질리질라오 공관 | 1994년 3월 13일(28세)  | 웨이취안 드래건스                 |  |  |
| 31 | 포수   | 린다이안        | 1992년 6월 23일(30세)  | 유니 세븐일레븐 라이언스          |  |  |
| 65 | 포수   | 카오유치에      | 1997년 7월 17일(25세)  | 중신 브라더스                     |  |  |
|    |        |                 |                        |                                   |  |  |
| 1  | 내야수 | 쳉총체          | 2001년 7월 26일(21세)  | 피츠버그 파이리츠 산하 마이너     |  |  |
| 5  | 내야수 | 츠웨이린        | 1994년 2월 15일(29세)  | 롱 아일랜드 덕스                  |  |  |
| 6  | 내야수 | 왕웨이첸        | 1991년 7월 3일(31세)   | 중신 브라더스                     |  |  |
| 18 | 내야수 | 장유창          | 1995년 8월 18일(27세)  | 보스턴 레드삭스                   |  |  |
| 39 | 내야수 | 우니엔팅        | 1993년 6월 7일(29세)   | 사이타마 세이부 라이온스          |  |  |
| 46 | 내야수 | 쿠오첸팬        | 1994년 11월 25일(28세) | 푸방 가디언스                     |  |  |
| 83 | 내야수 | 리린            | 1995년 12월 1일(27세)  | 라쿠텐 몽키스                     |  |  |
| 90 | 내야수 | 장쿤유          | 2000년 7월 4일(22세)   | 중신 브라더스                     |  |  |
|    |        |                 |                        |                                   |  |  |
| 2  | 외야수 | 티엔신쿠오      | 2000년 4월 15일(22세)  | 웨이취안 드래건스                 |  |  |
| 9  | 외야수 | 왕보룽          | 1993년 9월 9일(29세)   | 홋카이도 닛폰햄 파이터스 2군      |  |  |
| 12 | 외야수 | 첸웨이첸        | 1997년 12월 12일(25세) | 라쿠텐 몽키스                     |  |  |
| 24 | 외야수 | 치에첸첸        | 1994년 1월 7일(29세)   | 유니 세븐일레븐 라이언스          |  |  |
| 35 | 외야수 | 친청            | 1998년 11월 13일(24세) | 라쿠텐 몽키스                     |  |  |

### 쿠바
- 감독 아르만도 존슨 잘디바르
- 코치 헤르만 메사, 오레스테스 킨델란, 호세 엘로세기, 페드로 루이스 라소, 아르만도 페레르, 라파엘 무뇨스, 움베르토 게바라

| 21 | 투수   | 나이켈 크루즈        | 1999년 9월 29일(23세)  | 피라타스 데 캄페체              |  |  |
| 22 | 투수   | 프랭크 알바레즈      | 1999년 1월 16일(24세)  | 주니치 드래곤스 2군             |  |  |
| 29 | 투수   | 야리엘 로드리게스    | 1997년 3월 10일(25세)  | 주니치 드래곤스                 |  |  |
| 45 | 투수   | 미구엘 로메로        | 1994년 4월 23일(28세)  | 오클랜드 애슬레틱스 산하 마이너 |  |  |
| 53 | 투수   | 엘리안 레이바        | 1989년 3월 17일(33세)  | 라쿠텐 몽키스                   |  |  |
| 55 | 투수   | 로에니스 엘리아스    | 1988년 8월 1일(34세)   | 시카고 컵스 산하 마이너         |  |  |
| 57 | 투수   | 로날드 볼라뇨스      | 1996년 8월 23일(26세)  | 캔자스 시티 로열스 산하 마이너  |  |  |
| 58 | 투수   | 요에니스 예라        | 1989년 10월 18일(33세) | 올메카스 데 타바스코            |  |  |
| 82 | 투수   | 호세 로드리게스      | 1992년 8월 18일(30세)  | 토로스 데 카마궤이              |  |  |
| 83 | 투수   | 카를로스 비에라      | 1988년 12월 6일(34세)  | 사라페로스 데 살티요            |  |  |
| 89 | 투수   | 리반 모이넬로        | 1995년 12월 8일(27세)  | 후쿠오카 소프트뱅크 호크스      |  |  |
| 91 | 투수   | 예우디스 레이예스    | 1995년 11월 17일(27세) | 인디오스 데 관타나모            |  |  |
| 92 | 투수   | 라이델 마르티네즈    | 1996년 10월 11일(26세) | 주니치 드래곤스                 |  |  |
| 98 | 투수   | 오넬키 가르시아      | 1989년 8월 2일(33세)   | 레오네스 데 유카탄              |  |  |
|    |        |                      |                        |                                 |  |  |
| 16 | 포수   | 로렌조 킨타나        | 1989년 3월 1일(34세)   | 티그레스 델 리세이              |  |  |
| 17 | 포수   | 안드리스 페레스      | 2001년 2월 9일(22세)   | 코코디로스 데 마탄자스          |  |  |
| 17 | 포수   | 아리엘 마르티네즈    | 2001년 2월 9일(22세)   | 홋카이도 닛폰햄 파이터스        |  |  |
|    |        |                      |                        |                                 |  |  |
| 5  | 내야수 | 야딜 무히카          | 1985년 1월 1일(38세)   | 코코디로스 데 마탄자스          |  |  |
| 8  | 내야수 | 루이스 마테오        | 1996년 1월 1일(27세)   | 엘리판테즈 데 시엔푸에고스      |  |  |
| 10 | 내야수 | 요안 몽카다          | 1995년 5월 27일(27세)  | 시카고 화이트삭스               |  |  |
| 42 | 내야수 | 다얀 가르시아        | 1987년 6월 16일(35세)  | 카자도레스 데 아르테미스        |  |  |
| 47 | 내야수 | 유리스벨 그라시알    | 1985년 10월 14일(37세) | 코코디로스 데 마탄자스          |  |  |
| 71 | 내야수 | 예리스벨 아뤼바르    | 1990년 3월 25일(32세)  | 코코디로스 데 마탄자스          |  |  |
| 77 | 내야수 | 앤디 아이바네즈      | 1993년 4월 3일(29세)   | 디트로이드 타이거즈 산하 마이너 |  |  |
|    |        |                      |                        |                                 |  |  |
| 1  | 외야수 | 로엘 산토스          | 1987년 9월 15일(35세)  | 올메카스 데 타바스코            |  |  |
| 7  | 외야수 | 요엘키스 기버트      | 1994년 8월 29일(28세)  | 퀘벡 캐피털스                   |  |  |
| 33 | 외야수 | 야디르 드레이크      | 1990년 4월 12일(32세)  | 레오네스 데 유카탄              |  |  |
| 52 | 외야수 | 요에니스 세스페데스  | 1985년 10월 18일(37세) | 아길라스 시베냐스               |  |  |
| 54 | 외야수 | 알프레도 데스파이네  | 1986년 6월 17일(36세)  | 무소속                          |  |  |
| 88 | 외야수 | 루이스 로버트 주니어 | 1997년 8월 3일(25세)   | 시카고 화이트삭스               |  |  |

### 파나마
- 감독 루이스 오르티스
- 코치 루이스 카바예로, 얼 아놀리, 빅터 프레시아도, 엔리케 부르고스, 윌프레도 코르도바, 시릴로 컴버배치, 히폴리토 오르티스, 비센테 가리발도

| 12 | 투수   | 하비 게라               | 1995년 9월 25일(27세)  | 한신 타이거즈                     |  |  |
| 18 | 투수   | 맷 하디                 | 1995년 7월 15일(27세)  | 밀워키 브루어스 산하 마이너       |  |  |
| 25 | 투수   | 제임스 곤잘레스         | 2000년 9월 15일(22세)  | 오클랜드 애슬레틱스 산하 마이너   |  |  |
| 25 | 투수   | 알베르토 발도나도       | 1993년 2월 1일(30세)   | 요미우리 자이언츠                 |  |  |
| 26 | 투수   | 윌프레도 페레이라       | 1999년 4월 26일(23세)  | 세인트루이스 카디널스 산하 마이너 |  |  |
| 41 | 투수   | 알베르토 게레로         | 1997년 12월 13일(25세) | 토마테로스 데 쿨리아칸            |  |  |
| 43 | 투수   | 앤디 오테로             | 1992년 6월 3일(30세)   | 중신 브라더스                     |  |  |
| 48 | 투수   | 랜달 델가도             | 1990년 2월 9일(33세)   | 아길라스 시베냐스                 |  |  |
| 51 | 투수   | 제이미 바리아           | 1996년 7월 18일(26세)  | 로스앤젤레스 에인절스             |  |  |
| 52 | 투수   | 세베리노 곤잘레스       | 1992년 9월 29일(30세)  | 패더레스 데 치리키                |  |  |
| 61 | 투수   | 저스틴 로렌스           | 1994년 1월 25일(29세)  | 콜로라도 로키스                   |  |  |
| 62 | 투수   | 움베르토 메히아         | 1997년 3월 3일(26세)   | 주니치 드래곤스                   |  |  |
| 88 | 투수   | 데이비스 로메로         | 1983년 3월 30일(39세)  | 애틀랜티코스 데 보카스            |  |  |
| 92 | 투수   | 해럴드 아라우즈         | 1995년 5월 29일(27세)  | 패더레스 데 치리키                |  |  |
|    |        |                         |                        |                                   |  |  |
| 5  | 포수   | 카를로스 산체스         | 1993년 11월 5일(29세)  | 무소속                            |  |  |
| 22 | 포수   | 크리스티안 베탕코우르트 | 1991년 9월 2일(31세)   | 템파베이 레이스                   |  |  |
| 80 | 포수   | 페드로 아길라르         | 1989년 5월 20일(33세)  |                                   |  |  |
|    |        |                         |                        |                                   |  |  |
| 3  | 내야수 | 조나단 아라우즈         | 1998년 8월 3일(24세)   | 뉴욕 메츠 산하 마이너             |  |  |
| 10 | 내야수 | 에드가 무뇨스           | 1991년 10월 30일(31세) | 애틀랜티코스 데 보카스            |  |  |
| 11 | 내야수 | 루벤 테하다             | 1989년 10월 27일(33세) | 롱 아일랜드 덕스                  |  |  |
| 24 | 내야수 | 제럴드 친               | 1993년 5월 29일(29세)  | 매트로폴리탄 이글스               |  |  |
| 39 | 내야수 | 조슈완 라이트           | 2000년 11월 9일(22세)  | 오클랜드 애슬레틱스 산하 마이너   |  |  |
| 77 | 내야수 | 호세 카바예로           | 1996년 8월 30일(26세)  | 오클랜드 애슬레틱스 산하 마이너   |  |  |
| 98 | 내야수 | 에라스무스 카비에로     | 2001년 5월 25일(21세)  | 패더레스 데 치리키                |  |  |
|    |        |                         |                        |                                   |  |  |
| 13 | 외야수 | 알렌 코르도바           | 1995년 12월 6일(27세)  | 알고도네로스 데 우니온 라구나     |  |  |
| 42 | 외야수 | 로드리고 오르스코       | 1987년 4월 2일(35세)   | 오타와 타이탄스                   |  |  |
| 81 | 외야수 | 자디엘 산타마리아       | 1987년 4월 5일(35세)   | 패더레스 데 치리키                |  |  |
| 89 | 외야수 | 루이스 카스티요         | 1989년 5월 15일(33세)  | 애틀랜티코스 데 보카스            |  |  |
| 94 | 외야수 | 조니 산토스             | 1996년 10월 2일(26세)  | 패더레스 데 치리키                |  |  |
| 99 | 외야수 | 호세 라모스             | 2001년 1월 1일(22세)   | 로스앤젤레스 다저스               |  |  |

## B조

### 대한민국
최초 발표에는 피츠버그 파이리츠 소속 최지만이 있었으나 부상에 따른 팀의 반대로 무산되었고, SSG 랜더스소속 최지훈이 발탁되었다.
- 감독 이강철
- 코치 진갑용, 김민호, 김민재, 김기태, 배영수, 심재학, 정현욱

| 1  | 투수   | 고영표        | 1991년 9월 16일(31세)  | KT 위즈               |  |  |
| 18 | 투수   | 정우영        | 1999년 8월 19일(23세)  | LG 트윈스             |  |  |
| 19 | 투수   | 고우석        | 1998년 8월 6일(24세)   | LG 트윈스             |  |  |
| 21 | 투수   | 박세웅        | 1995년 11월 30일(27세) | 롯데 자이언츠         |  |  |
| 29 | 투수   | 김광현        | 1988년 7월 22일(34세)  | SSG 랜더스            |  |  |
| 30 | 투수   | 소형준        | 2001년 9월 16일(21세)  | KT 위즈               |  |  |
| 34 | 투수   | 김원중        | 1993년 6월 14일(29세)  | 롯데 자이언츠         |  |  |
| 45 | 투수   | 이용찬        | 1989년 1월 2일(34세)   | NC 다이노스           |  |  |
| 46 | 투수   | 원태인        | 2000년 4월 6일(22세)   | 삼성 라이온즈         |  |  |
| 48 | 투수   | 이의리        | 2002년 6월 16일(20세)  | KIA 타이거즈          |  |  |
| 54 | 투수   | 양현종        | 1988년 3월 1일(35세)   | KIA 타이거즈          |  |  |
| 57 | 투수   | 김윤식        | 2000년 4월 3일(22세)   | LG 트윈스             |  |  |
| 59 | 투수   | 구창모        | 1997년 2월 17일(26세)  | NC 다이노스           |  |  |
| 61 | 투수   | 곽빈          | 1999년 5월 28일(23세)  | 두산 베어스           |  |  |
| 65 | 투수   | 정철원        | 1999년 3월 27일(23세)  | 두산 베어스           |  |  |
|    |        |               |                        |                       |  |  |
| 25 | 포수   | 양의지        | 1987년 6월 5일(35세)   | 두산 베어스           |  |  |
| 56 | 포수   | 이지영        | 1986년 2월 27일(37세)  | 키움 히어로즈         |  |  |
|    |        |               |                        |                       |  |  |
| 2  | 내야수 | 김혜성        | 1999년 1월 27일(24세)  | 키움 히어로즈         |  |  |
| 7  | 내야수 | 김하성        | 1995년 10월 17일(27세) | 샌디에이고 파드리스   |  |  |
| 10 | 내야수 | 오지환        | 1990년 3월 12일(32세)  | LG 트윈스             |  |  |
| 11 | 내야수 | 토미 에드먼   | 1995년 5월 9일(27세)   | 세인트루이스 카디널스 |  |  |
| 14 | 내야수 | 최정          | 1987년 2월 28일(36세)  | SSG 랜더스            |  |  |
| 50 | 내야수 | 강백호        | 1999년 7월 29일(23세)  | KT 위즈               |  |  |
| 52 | 내야수 | 박병호        | 1986년 7월 10일(36세)  | KT 위즈               |  |  |
|    |        |               |                        |                       |  |  |
| 17 | 외야수 | 박해민        | 1990년 2월 24일(33세)  | LG 트윈스             |  |  |
| 22 | 외야수 | 김현수 (주장) | 1988년 1월 12일(35세)  | LG 트윈스             |  |  |
| 37 | 외야수 | 박건우        | 1990년 9월 8일(32세)   | NC 다이노스           |  |  |
| 47 | 외야수 | 나성범        | 1989년 10월 3일(33세)  | KIA 타이거즈          |  |  |
| 51 | 외야수 | 이정후        | 1998년 8월 20일(24세)  | 키움 히어로즈         |  |  |
| 53 | 외야수 | 최지훈        | 1997년 7월 23일(25세)  | SSG 랜더스            |  |  |

### 오스트레일리아
- 감독 데이비드 닐슨
- 코치 셰인 왓슨, 크리스 아담슨, 윌 브래들리, 짐 베넷, 마이클 콜린스, 앤드류 그레이엄, 그램 로이드

| 10 | 투수   | 다니엘 맥그래스   | 1994년 7월 7일(28세)   | 멜버른 에이시즈                     |  |  |
| 20 | 투수   | 조쉬 가이어       | 1994년 5월 27일(28세)  | 시드니 블루삭스                     |  |  |
| 21 | 투수   | 토드 반 스틴셀    | 1991년 1월 14일(32세)  | 애들레이드 자이언츠                 |  |  |
| 22 | 투수   | 미치 뉴본         | 1997년 6월 27일(25세)  | 애들레이드 자이언츠                 |  |  |
| 25 | 투수   | 스티븐 켄트       | 1989년 5월 8일(33세)   | 멜버른 에이시즈                     |  |  |
| 26 | 투수   | 루크 윌킨스       | 1989년 12월 27일(33세) | 애들레이드 자이언츠                 |  |  |
| 30 | 투수   | 워릭 서폴드       | 1990년 1월 16일(33세)  | 퍼스 히트                           |  |  |
| 37 | 투수   | 팀 애서튼         | 1989년 11월 7일(33세)  | 브리즈번 밴디츠                     |  |  |
| 39 | 투수   | 블레이크 타운젠드 | 2001년 4월 5일(21세)   | 시애틀 매리너스 산하 마이너         |  |  |
| 40 | 투수   | 사뮤엘 홀랜드     | 1994년 2월 20일(29세)  | 브리즈번 밴디츠                     |  |  |
| 49 | 투수   | 코엔 윈           | 1999년 1월 25일(24세)  | 시드니 블루삭스                     |  |  |
| 54 | 투수   | 리암 둘란         | 1998년 10월 11일(24세) | 시드니 블루삭스                     |  |  |
| 55 | 투수   | 존 케네디         | 1994년 9월 20일(28세)  | 멜버른 에이시즈                     |  |  |
| 56 | 투수   | 윌 셰리프         | 2002년 6월 2일(20세)   | 애리조나 다이아몬드백스 산하 마이너 |  |  |
| 59 | 투수   | 잭 오로클린       | 2000년 3월 14일(22세)  | 디트로이트 타이거즈 산하 마이너     |  |  |
| 61 | 투수   | 카일 글로고스키   | 1999년 1월 6일(24세)   | 신시내티 레즈 산하 마이너           |  |  |
|    |        |                   |                        |                                     |  |  |
| 9  | 포수   | 로비 퍼킨스       | 1994년 5월 29일(28세)  | 퍼스 히트                           |  |  |
| 10 | 포수   | 알렉스 홀         | 1999년 6월 8일(23세)   | 캔버라 캐벌리                       |  |  |
| 24 | 포수   | 라이언 바탈리아   | 1992년 6월 29일(30세)  | 브리즈번 밴디츠                     |  |  |
| 48 | 포수   | 조던 맥아들       | 1998년 5월 2일(24세)   | 애들레이드 자이언츠                 |  |  |
|    |        |                   |                        |                                     |  |  |
| 4  | 내야수 | 로건 웨이드       | 1991년 11월 13일(31세) | 브리즈번 밴디츠                     |  |  |
| 6  | 외야수 | 로비 글렌디닝     | 1995년 10월 6일(27세)  | 캔자스 시티 로열스 산하 마이너      |  |  |
| 7  | 내야수 | 다릴 조지         | 1993년 3월 14일(29세)  | 멜버른 에이시즈                     |  |  |
| 15 | 내야수 | 리암 스펜스       | 1998년 4월 9일(24세)   | 애들레이드 자이언츠                 |  |  |
| 43 | 내야수 | 재리드 데일       | 2000년 9월 11일(22세)  | 멜버른 에이시즈                     |  |  |
| 52 | 내야수 | 릭슨 윙그로브     | 2000년 5월 23일(22세)  | 애들레이드 자이언츠                 |  |  |
| 58 | 내야수 | 제이크 보위       | 1996년 7월 16일(26세)  | 퍼스 히트                           |  |  |
|    |        |                   |                        |                                     |  |  |
| 2  | 외야수 | 애런 화이트필드   | 1996년 9월 2일(26세)   | 로스앤젤레스 에인절스               |  |  |
| 17 | 외야수 | 앤드류 캠벨       | 1992년 2월 18일(31세)  | 브리즈번 밴디츠                     |  |  |
| 23 | 외야수 | 팀 케널리         | 1986년 12월 5일(36세)  | 퍼스 히트                           |  |  |
| 60 | 외야수 | 올리히 보자르스키 | 1998년 9월 15일(24세)  | 퍼스 히트                           |  |  |

### 일본
2023년 1월 26일 최종 명단을 발표했다. 스즈키 세이야의 대회 전 부상으로 마키하라 다이세이가 합류했다. 구리바야시 료지는 대회 중 부상으로 이탈했고, 야마자키 소이치로가 추가 소집되었다.
- 감독 구리야마 히데키
- 코치 시라이 가즈유키, 요시무라 사다아키, 시로이시 노리유키, 요시이 마사토, 시미즈 마사지, 아쓰자와 가즈유키, 무리타 요시노리

| 11 | 투수   | 다르빗슈 유       | 1986년 8월 16일(36세)  | 샌디에이고 파드리스        |  |  |
| 12 | 투수   | 도고 쇼세이       | 2000년 4월 4일(22세)   | 요미우리 자이언츠          |  |  |
| 13 | 투수   | 마쓰이 유키       | 1995년 10월 30일(27세) | 도호쿠 라쿠텐 골든이글스   |  |  |
| 14 | 투수   | 사사키 로키       | 2001년 11월 3일(21세)  | 지바 롯데 마린스           |  |  |
| 15 | 투수   | 오타 다이세이     | 1999년 6월 29일(23세)  | 요미우리 자이언츠          |  |  |
| 16 | 투수   | 오타니 쇼헤이     | 1994년 7월 5일(28세)   | 로스앤젤레스 에인절스      |  |  |
| 17 | 투수   | 이토 히로미       | 1997년 8월 31일(25세)  | 홋카이도 닛폰햄 파이터스   |  |  |
| 18 | 투수   | 야마모토 요시노부 | 1998년 8월 17일(24세)  | 오릭스 버펄로스            |  |  |
| 20 | 투수   | 구리바야시 료지   | 1996년 7월 9일(26세)   | 히로시마 도요 카프         |  |  |
| 21 | 투수   | 이마나가 쇼타     | 1993년 9월 1일(29세)   | 요코하마 DeNA 베이스타스   |  |  |
| 22 | 투수   | 유아사 아쓰키     | 1999년 7월 17일(23세)  | 한신 타이거스              |  |  |
| 26 | 투수   | 우다가와 유키     | 1998년 11월 10일(24세) | 오릭스 버펄로스            |  |  |
| 28 | 투수   | 다카하시 히로토   | 2002년 8월 9일(20세)   | 주니치 드래건스            |  |  |
| 29 | 투수   | 미야기 히로야     | 2001년 8월 25일(21세)  | 오릭스 버펄로스            |  |  |
| 47 | 투수   | 다카하시 게이지   | 1997년 5월 14일(25세)  | 도쿄 야쿠르트 스왈로스     |  |  |
| 63 | 투수   | 야마자키 소이치로 | 1998년 6월 15일(24세)  | 오릭스 버펄로스            |  |  |
|    |        |                   |                        |                            |  |  |
| 10 | 포수   | 가이 다쿠야       | 1992년 11월 5일(30세)  | 후쿠오카 소프트뱅크 호크스 |  |  |
| 24 | 포수   | 오시로 다쿠미     | 1993년 2월 11일(30세)  | 요미우리 자이언츠          |  |  |
| 27 | 포수   | 나카무라 유헤이   | 1990년 6월 17일(32세)  | 도쿄 야쿠르트 스왈로스     |  |  |
|    |        |                   |                        |                            |  |  |
| 1  | 내야수 | 야마다 데쓰토     | 1992년 7월 16일(30세)  | 도쿄 야쿠르트 스왈로스     |  |  |
| 2  | 내야수 | 겐다 소스케       | 1993년 2월 16일(30세)  | 사이타마 세이부 라이온스   |  |  |
| 3  | 내야수 | 마키 슈고         | 1998년 4월 21일(24세)  | 요코하마 DeNA 베이스타스   |  |  |
| 5  | 내야수 | 마키하라 다이세이 | 1992년 10월 15일(30세) | 후쿠오카 소프트뱅크 호크스 |  |  |
| 7  | 내야수 | 나카노 다쿠무     | 1996년 6월 28일(26세)  | 한신 타이거스              |  |  |
| 9  | 내야수 | 슈토 우쿄         | 1996년 2월 10일(27세)  | 후쿠오카 소프트뱅크 호크스 |  |  |
| 25 | 내야수 | 오카모토 가즈마   | 1996년 6월 30일(26세)  | 요미우리 자이언츠          |  |  |
| 33 | 내야수 | 야마카와 호타카   | 1991년 11월 23일(31세) | 사이타마 세이부 라이온스   |  |  |
| 55 | 내야수 | 무라카미 무네타카 | 2000년 2월 2일(23세)   | 도쿄 야쿠르트 스왈로스     |  |  |
|    |        |                   |                        |                            |  |  |
| 8  | 외야수 | 곤도 겐스케       | 1993년 8월 9일(29세)   | 후쿠오카 소프트뱅크 호크스 |  |  |
| 23 | 외야수 | 라스 눗바         | 1997년 9월 8일(25세)   | 세인트루이스 카디널스      |  |  |
| 34 | 외야수 | 요시다 마사타카   | 1993년 7월 15일(29세)  | 보스턴 레드삭스            |  |  |

### 중화인민공화국
- 감독 딘 트레
- 코치 첸비아오, 왕웨이, 첸지에지, 테릭 브록, 주슈동, 첸양팽, 두난

| 5  | 투수   | 왕유첸      | 2001년 1월 29일(22세)  | 상하이 골든이글스                 |  |  |
| 11 | 투수   | 공하이청    | 1998년 12월 28일(24세) | 상하이 골든이글스                 |  |  |
| 12 | 투수   | 치신        | 1997년 2월 13일(26세)  | 베이징 타이거스                   |  |  |
| 13 | 투수   | 왕웨이      | 2002년 7월 7일(20세)   | 장쑤 휴즈홀스                     |  |  |
| 15 | 투수   | 리지안      | 2001년 1월 29일(22세)  | 상하이 골든이글스                 |  |  |
| 17 | 투수   | 자우푸양    | 1996년 9월 16일(26세)  | 장쑤 휴즈홀스                     |  |  |
| 18 | 투수   | 선하이롱    | 2004년 3월 4일(19세)   | 상하이 골든이글스                 |  |  |
| 23 | 투수   | 정차오쿤    | 1993년 2월 9일(30세)   | 장쑤 휴즈홀스                     |  |  |
| 32 | 투수   | 린치앙      | 1998년 4월 14일(24세)  | 허난 엘리펀츠                     |  |  |
| 38 | 투수   | 앨런 카터   | 1997년 12월 16일(25세) | 로스앤젤레스 에인절스 산하 마이너 |  |  |
| 42 | 투수   | 왕샹        | 2003년 11월 28일(19세) | 상하이 골든이글스                 |  |  |
| 58 | 투수   | 수창롱      | 1982년 1월 28일(41세)  | 톈진 라이언                       |  |  |
| 59 | 투수   | 장하오      | 1998년 12월 28일(24세) | 쓰촨 드래곤                       |  |  |
| 68 | 투수   | 주권        |                        | KT 위즈                           |  |  |
|    |        |             |                        |                                   |  |  |
| 9  | 포수   | 리닝        | 1994년 11월 12일(28세) | 상하이 골든이글스                 |  |  |
| 33 | 포수   | 첸첸        | 1999년 3월 28일(23세)  | 장쑤 휴즈홀스                     |  |  |
| 52 | 포수   | 루안첸첸    | 1996년 1월 16일(27세)  | 장쑤 휴즈홀스                     |  |  |
| 69 | 포수   | 리이판      | 1997년 10월 10일(25세) | 베이징 타이거스                   |  |  |
|    |        |             |                        |                                   |  |  |
| 2  | 내야수 | 루윤        | 1997년 3월 7일(26세)   | 베이징 타이거스                   |  |  |
| 7  | 내야수 | 양진        | 1998년 11월 18일(24세) | 상하이 골든이글스                 |  |  |
| 8  | 내야수 | 구용강      | 2001년 1월 29일(22세)  | 상하이 골든이글스                 |  |  |
| 19 | 내야수 | 첸첸        | 1995년 3월 18일(27세)  | 장쑤 휴즈홀스                     |  |  |
| 20 | 내야수 | 카오지에    | 1998년 2월 17일(25세)  | 장쑤 휴즈홀스                     |  |  |
| 21 | 내야수 | 레이 창     | 1983년 8월 24일(39세)  | 무소속                            |  |  |
|    |        |             |                        |                                   |  |  |
| 1  | 외야수 | 류유헝      | 1995년 11월 11일(27세) | 베이징 타이거스                   |  |  |
| 6  | 외야수 | 리앙페이    | 1998년 4월 14일(24세)  | 베이징 타이거스                   |  |  |
| 10 | 외야수 | 마사고 유스 |                        | 히타치                            |  |  |
| 22 | 외야수 | 한샤오      | 1996년 4월 11일(26세)  | 상하이 이글스                     |  |  |
| 27 | 외야수 | 량룽지      | 1998년 8월 5일(24세)   | MLB 차이나                        |  |  |
| 29 | 외야수 | 루오진준    | 1995년 1월 8일(28세)   | 광동 레오파스                     |  |  |

### 체코
- 감독 파벨 차딤
- 코치 조 트루스데일, 존 허시, 알렉스 데르하크, 데이비드 윙클러, 주슈동, 마이클 그리핀, 두산 랜닥, 데이비드 네버릴

| 1  | 투수   | 미할 코발라         | 2003년 12월 28일(19세) | 에어로스 오스트라바     |  |  |
| 7  | 투수   | 토마시 두페크       | 1989년 9월 12일(33세)  | 이글스 프라하           |  |  |
| 8  | 투수   | 안 토메크           | 1992년 1월 29일(31세)  | 레겐스부르크 레지오네레 |  |  |
| 13 | 투수   | 마르틴 슈나이데르   | 1986년 3월 4일(37세)   | 드래곤스 브르노         |  |  |
| 14 | 투수   | 필리프 찹카         | 1998년 11월 4일(24세)  | 드래곤스 브르노         |  |  |
| 15 | 투수   | 마레크 미나르지크   | 1993년 6월 28일(29세)  | 템포 프라하             |  |  |
| 18 | 투수   | 제프 바토           | 1989년 9월 15일(33세)  | 트레빅 핵               |  |  |
| 23 | 투수   | 다니엘 파디샤크     | 2000년 7월 2일(22세)   | 찰스턴 서던 버캐니어스  |  |  |
| 34 | 투수   | 얀 노바크           | 1994년 1월 19일(29세)  | 소콜 흘루보카           |  |  |
| 35 | 투수   | 온드르제이 사토리아 | 1997년 2월 26일(26세)  | 에어로스 오스타라바     |  |  |
| 43 | 투수   | 다비트 메르간스     | 2002년 2월 27일(21세)  | 밀라노 베이스볼 클럽    |  |  |
| 57 | 투수   | 제이크 라비노비츠   | 1987년 10월 29일(35세) | 템포 프라하             |  |  |
| 60 | 투수   | 루카스 흘라우치     | 2000년 12월 12일(22세) | 히포스 브르노           |  |  |
| 63 | 투수   | 루카스 에르콜리     | 1996년 4월 17일(26세)  | 히포스 브르노           |  |  |
| 97 | 투수   | 마렉 크레이치크     | 2001년 12월 12일(21세) | 히포스 브르노           |  |  |
|    |        |                     |                        |                         |  |  |
| 32 | 포수   | 다니엘 바브루샤     | 1991년 7월 9일(31세)   | 하이덴하임 히스 헤즈    |  |  |
| 55 | 포수   | 마틴 세르벤카       | 1992년 8월 3일(30세)   | 이글스 프라하           |  |  |
|    |        |                     |                        |                         |  |  |
| 2  | 내야수 | 야쿠르 하이트마르   | 1987년 6월 14일(35세)  | 드래곤스 브르노         |  |  |
| 4  | 내야수 | 에릭 소가드         | 1986년 5월 22일(36세)  | 무소속                  |  |  |
| 5  | 내야수 | 윌리 에스칼라       | 1998년 12월 11일(24세) | 서식스 카운티 마이너스  |  |  |
| 16 | 내야수 | 필립 스몰라         | 1997년 10월 4일(25세)  | 템포 프라하             |  |  |
| 31 | 내야수 | 밀란 프로코프       | 2003년 2월 12일(20세)  | 드래곤스 브르노         |  |  |
| 40 | 내야수 | 야쿠브 쿠비차       | 1998년 3월 13일(24세)  | 에어로즈 오스트라바     |  |  |
| 74 | 내야수 | 보이테흐 멘시크     | 1998년 5월 24일(24세)  | 히포스 브르노           |  |  |
| 99 | 내야수 | 페트르 자이마       | 1989년 7월 28일(33세)  | 이글스 프라하           |  |  |
|    |        |                     |                        |                         |  |  |
| 20 | 외야수 | 아르노슈트 두보비   | 1992년 4월 1일(30세)   | 드래곤스 브르노         |  |  |
| 30 | 외야수 | 야쿠브 그레플       | 1999년 10월 14일(23세) | 에어로즈 오스트라바     |  |  |
| 33 | 외야수 | 마테이 멘시크       | 1992년 5월 11일(30세)  | 테크닉 브르노           |  |  |
| 49 | 외야수 | 마틴 무지크         | 1996년 4월 23일(26세)  | 소콜 흘루보카           |  |  |
| 73 | 외야수 | 마렉 클로프         | 1999년 1월 9일(24세)   | 이글스 프라하           |  |  |

## C조

### 멕시코
- 감독 벤지 길
- 코치 비니 카스티야, 제이컵 크루즈, 바비 마가야네스, 호라시오 라미레스, 길 벨라스케스, 토니 페레즈치카, 엘머 데센스

| 1  | 투수   | 펠리페 곤잘레스     | 1991년 8월 15일(31세)  | 술탄네스 데 몬테레이              |  |  |
| 7  | 투수   | 훌리오 우리아스     | 1996년 8월 12일(26세)  | 로스앤젤레스 다저스               |  |  |
| 8  | 투수   | 제이미 아리아스     | 1999년 1월 21일(24세)  | 클리블랜드 가디언스 산하 마이너   |  |  |
| 14 | 투수   | 조조 로메로         | 1996년 9월 9일(26세)   | 세인트루이스 카디널스             |  |  |
| 16 | 투수   | 사무엘 자주에타     | 1996년 11월 21일(26세) | 토로스 데 티후아나                |  |  |
| 20 | 투수   | 윌머 리오스         | 1994년 3월 3일(29세)   | 아세레로스 데 몬클로바            |  |  |
| 23 | 투수   | 에루비엘 아르멘타   | 2000년 3월 11일(22세)  | 필라델피아 필리스 산하 마이너     |  |  |
| 29 | 투수   | 올리베르 페레스     | 1981년 8월 15일(41세)  | 토로스 데 티후아나                |  |  |
| 33 | 투수   | 헤라르도 레예스     | 1993년 5월 13일(29세)  | 로스앤젤레스 에인절스 산하 마이너 |  |  |
| 43 | 투수   | 패트릭 샌도발       | 1996년 10월 18일(26세) | 로스앤젤레스 에인절스             |  |  |
| 46 | 투수   | 세자르 바르가스     | 1991년 12월 30일(31세) | 술탄네스 데 몬테레이              |  |  |
| 49 | 투수   | 지저스 크루즈       | 1995년 4월 15일(27세)  | 필라델피아 필리스 산하 마이너     |  |  |
| 50 | 투수   | 매니 바레다         | 1988년 10월 8일(34세)  | 토로스 데 티후아나                |  |  |
| 53 | 투수   | 로엘 라미레즈       | 1995년 5월 26일(27세)  | 애틀랜타 브레이브스 산하 마이너   |  |  |
| 55 | 투수   | 아드리안 마르티네즈 | 1996년 12월 10일(26세) | 오클랜드 애슬레틱스               |  |  |
| 48 | 투수   | 제이크 산체스       | 1989년 8월 19일(33세)  | 샌디에이고 파드리스 산하 마이너   |  |  |
| 59 | 투수   | 호세 우르퀴디       | 1995년 5월 1일(27세)   | 휴스턴 애스트로스                 |  |  |
| 65 | 투수   | 지오바니 갈레고스   | 1991년 8월 14일(31세)  | 세인트루이스 카디널스             |  |  |
| 77 | 투수   | 하비에르 아사드     | 1997년 7월 30일(25세)  | 시카고 컵스                       |  |  |
| 82 | 투수   | 빅터 카스타네다     | 1998년 8월 27일(24세)  | 밀워키 브루어스 산하 마이너       |  |  |
| 84 | 투수   | 앨런 랭글           | 1997년 8월 21일(25세)  | 애틀랜타 브레이브스 산하 마이너   |  |  |
| 85 | 투수   | 루이스 세사         | 1992년 4월 25일(30세)  | 신시내티 레즈                     |  |  |
| 99 | 투수   | 타이후안 워커       | 1992년 8월 13일(30세)  | 필라델피아 필리스                 |  |  |
|    |        |                     |                        |                                   |  |  |
| 15 | 포수   | 오스틴 반스         | 1989년 12월 28일(33세) | 로스앤젤레스 다저스               |  |  |
| 51 | 포수   | 알렉시스 윌슨       | 1996년 8월 13일(26세)  | 티그레스 데 킨타나로오            |  |  |
|    |        |                     |                        |                                   |  |  |
| 3  | 내야수 | 루이스 유리아스     | 1997년 6월 3일(25세)   | 밀워키 브루어스                   |  |  |
| 11 | 내야수 | 라우디 텔레즈       | 1995년 3월 16일(27세)  | 밀워키 브루어스                   |  |  |
| 13 | 내야수 | 앨런 트레조         | 1996년 5월 30일(26세)  | 콜로라도 로키스                   |  |  |
| 17 | 내야수 | 아이작 파레데스     | 1999년 2월 18일(24세)  | 템파베이 레이스                   |  |  |
| 32 | 내야수 | 조이 메네세스       | 1999년 5월 6일(23세)   | 워싱턴 내셔널스                   |  |  |
| 38 | 내야수 | 로베르토 발렌주엘라 | 1995년 3월 3일(28세)   | 술탄네스 데 몬테레이              |  |  |
| 62 | 내야수 | 조나단 아란다       | 1998년 5월 23일(24세)  | 템파베이 레이스                   |  |  |
|    |        |                     |                        |                                   |  |  |
| 2  | 외야수 | 자렌 듀란           | 1996년 9월 5일(26세)   | 보스턴 레드삭스                   |  |  |
| 5  | 외야수 | 알렉 토마스         | 2000년 4월 28일(22세)  | 애리조나 다이아몬드백스           |  |  |
| 24 | 외야수 | 호세 카르도나       | 1994년 3월 16일(28세)  | 술탄네스 데 몬테레이              |  |  |
| 27 | 외야수 | 앨릭스 베르두고     | 1996년 5월 15일(26세)  | 보스턴 레드삭스                   |  |  |
| 56 | 외야수 | 랜디 아로자레나     | 1995년 2월 28일(28세)  | 템파베이 레이스                   |  |  |

### 미국
- 감독 마크 데로사
- 코치 제리 메뉴얼, 브라이언 매캔, 앤디 페티트, 켄 그리피 주니어, 루 콜리어, 디노 에벨, 데이브 리게티

| 0  | 투수   | 애덤 오타비노     | 1985년 11월 22일(37세) | 뉴욕 메츠               |  |  |
| 21 | 투수   | 카일 프리랜드     | 1993년 5월 14일(29세)  | 콜로라도 로키스         |  |  |
| 22 | 투수   | 닉 마르티네스     | 1990년 8월 5일(32세)   | 샌디에이고 파드리스     |  |  |
| 26 | 투수   | 아론 룹           | 1987년 12월 19일(35세) | 로스앤젤레스 에인절스   |  |  |
| 29 | 투수   | 메릴 켈리         | 1988년 10월 14일(34세) | 애리조나 다이아몬드백스 |  |  |
| 33 | 투수   | 랜스 린           | 1987년 5월 12일(35세)  | 시카고 화이트삭스       |  |  |
| 38 | 투수   | 데빈 윌리엄스     | 1994년 9월 21일(28세)  | 밀워키 브루어스         |  |  |
| 39 | 투수   | 마일스 마이컬러스 | 1988년 8월 23일(34세)  | 세인트루이스 카디널스   |  |  |
| 47 | 투수   | 제이슨 아담       | 1991년 8월 4일(31세)   | 탬파베이 레이스         |  |  |
| 49 | 투수   | 켄달 그레이브먼   | 1990년 12월 21일(32세) | 시카고 화이트삭스       |  |  |
| 50 | 투수   | 애덤 웨인라이트   | 1981년 8월 30일(41세)  | 세인트루이스 카디널스   |  |  |
| 51 | 투수   | 브래디 싱어       | 1996년 8월 4일(26세)   | 캔자스 시티 로열스      |  |  |
| 52 | 투수   | 다니엘 바드       | 1985년 6월 25일(37세)  | 콜로라도 로키스         |  |  |
| 53 | 투수   | 데이비드 베드나   | 1994년 10월 10일(28세) | 피츠버그 파이리츠       |  |  |
| 55 | 투수   | 라이언 프레슬리   | 1988년 12월 15일(34세) | 휴스턴 애스트로스       |  |  |
|    |        |                   |                        |                         |  |  |
| 10 | 포수   | J. T. 리얼무토    | 1991년 3월 18일(31세)  | 필라델피아 필리스       |  |  |
| 16 | 포수   | 윌 스미스         | 1995년 3월 28일(27세)  | 로스엔젤레스 다저스     |  |  |
| 66 | 포수   | 카일 히가시오카   | 1990년 4월 20일(32세)  | 뉴욕 양키스             |  |  |
|    |        |                   |                        |                         |  |  |
| 7  | 내야수 | 팀 앤더슨         | 1993년 6월 23일(29세)  | 시카고 화이트삭스       |  |  |
| 8  | 내야수 | 트리 터너         | 1993년 6월 30일(29세)  | 필라델피아 필리스       |  |  |
| 15 | 내야수 | 바비 윗 주니어    | 2000년 6월 14일(22세)  | 캔자스시티 로열스       |  |  |
| 20 | 내야수 | 피트 알론소       | 1994년 12월 7일(28세)  | 뉴욕 메츠               |  |  |
| 28 | 내야수 | 놀런 아레나도     | 1991년 4월 16일(31세)  | 세인트루이스 카디널스   |  |  |
| 46 | 내야수 | 폴 골드슈미트     | 1987년 9월 10일(35세)  | 세인트루이스 카디널스   |  |  |
|    |        |                   |                        |                         |  |  |
| 1  | 외야수 | 제프 맥닐         | 1988년 8월 23일(34세)  | 뉴욕 메츠               |  |  |
| 3  | 외야수 | 무키 베츠         | 1992년 10월 7일(30세)  | 로스엔젤레스 다저스     |  |  |
| 12 | 외야수 | 카일 슈워버       | 1993년 3월 5일(30세)   | 필라델피아 필리스       |  |  |
| 27 | 외야수 | 마이크 트라우트   | 1991년 8월 7일(31세)   | 로스앤젤레스 에인절스   |  |  |
| 30 | 외야수 | 카일 터커         | 1997년 1월 17일(26세)  | 휴스턴 애스트로스       |  |  |
| 31 | 외야수 | 세드릭 멀린스     | 1994년 10월 1일(28세)  | 볼티모어 오리올스       |  |  |

### 영국
- 감독 드류 스펜서
- 코치 앨버트 카트라이트, 잭 그래프서, TS 리드, 브래드 마르셀리노, 안토안 리차드슨, 코너 브룩스, 조나단 크램먼

|    | 투수   | 말릭 빈스           | 1999년 1월 15일(24세)  | 필라델피아 필리스 산하 마이너       |  |  |
|    | 투수   | 리차드 브레레튼     | 1998년 6월 27일(24세)  | 무소속                              |  |  |
|    | 투수   | 군나르 그로엔       | 1997년 7월 1일(25세)   | 애리조나 다이아몬드백스 산하 마이너 |  |  |
|    | 투수   | 브랜든 노리에가     | 2001년 7월 9일(21세)   | 시카고 컵스 산하 마이너             |  |  |
|    | 투수   | 잭 세핑스           | 2002년 7월 3일(20세)   | 브라운 베어스                       |  |  |
| 17 | 투수   | 티나즈 토마스       | 1999년 6월 16일(23세)  | 피츠버그 파이리츠 산하 마이너       |  |  |
| 18 | 투수   | 도노반 베누아       | 1999년 1월 22일(24세)  | 신시내티 레즈 산하 마이너           |  |  |
| 19 | 투수   | 캠 옵               | 1995년 11월 4일(27세)  | 뉴욕 메츠 산하 마이너               |  |  |
| 21 | 투수   | 타일러 비자         | 1994년 10월 21일(28세) | 무소속                              |  |  |
| 23 | 투수   | 아킬 모리스         | 1992년 11월 14일(30세) | 롱 아일랜드 덕스                    |  |  |
| 25 | 투수   | 마이클 피터슨       | 1994년 5월 16일(28세)  | 콜로라도 로키스 산하 마이너         |  |  |
| 27 | 투수   | 마테오 솔레시토     | 2000년 12월 26일(22세) | 스와스모어 가넷                     |  |  |
| 29 | 투수   | 마이클 로스         | 1990년 2월 15일(33세)  | 무소속                              |  |  |
| 30 | 투수   | 그레이엄 스프레이커 | 1995년 3월 19일(27세)  | 무소속                              |  |  |
| 32 | 투수   | 알렉스 웹           | 1994년 7월 19일(28세)  | 무소속                              |  |  |
| 33 | 투수   | 다니엘 쿠퍼         | 1986년 11월 6일(36세)  | 무소속                              |  |  |
| 34 | 투수   | 차베스 페르난데르   | 1997년 7월 7일(25세)   | 디트로이트 타이거스 산하 마이너     |  |  |
| 35 | 투수   | 라이언 롱           | 1999년 10월 19일(23세) | 볼티모어 오리올스 산하 마이너       |  |  |
| 44 | 투수   | 조셉 킹             | 2001년 2월 23일(22세)  | 세인트 루이스 카디널스 산하 마이너  |  |  |
| 49 | 투수   | 밴스 워리           | 1987년 9월 25일(35세)  | 케인 카운티 쿠거스                  |  |  |
| 50 | 투수   | 맥켄지 밀스         | 1995년 11월 19일(27세) | 티그레스 데 킨타나로오              |  |  |
| 67 | 투수   | 제이크 에쉬         | 1990년 3월 27일(32세)  | 무소속                              |  |  |
| 70 | 투수   | 안드레 스크럽       | 1995년 1월 13일(28세)  | 무소속                              |  |  |
| 79 | 투수   | 이안 기바우트       | 1993년 11월 19일(29세) | 신시내티 레즈 산하 마이너           |  |  |
|    |        |                     |                        |                                     |  |  |
| 8  | 포수   | 해리 포드           | 2003년 2월 21일(20세)  | 시애틀 매리너스 산하 마이너         |  |  |
| 20 | 포수   | 우랄 포브스         | 1998년 4월 13일(24세)  | 무소속                              |  |  |
|    |        |                     |                        |                                     |  |  |
| 2  | 내야수 | 저스틴 와일리       | 1996년 8월 26일(26세)  | 뉴저지 자칼스                       |  |  |
| 4  | 내야수 | BJ 머레이           | 2000년 1월 5일(23세)   | 시카고 컵스 산하 마이너             |  |  |
| 11 | 내야수 | 닉 워드             | 1995년 10월 19일(27세) | 워싱턴 와일드 씽스                  |  |  |
| 24 | 내야수 | 다넬 스위니         | 1991년 2월 1일(32세)   | 무소속                              |  |  |
|    |        |                     |                        |                                     |  |  |
| 1  | 외야수 | 앤퍼니 세이무어     | 1995년 6월 24일(27세)  | 롱 아일랜드 덕스                    |  |  |
| 9  | 외야수 | 디숀 놀스           | 2001년 1월 16일(22세)  | 로스앤젤레스 에인절스 산하 마이너   |  |  |
| 12 | 외야수 | 차베스 영           | 1997년 7월 8일(25세)   | 피츠버그 파이리츠 산하 마이너       |  |  |
| 14 | 외야수 | 매트 코페르니악     | 1998년 2월 8일(25세)   | 세인트루이스 카디널스 산하 마이너   |  |  |
| 15 | 외야수 | 알렉스 크로스비     | 1993년 7월 30일(29세)  | 사우던 메릴랜드 블루 크랩           |  |  |
| 43 | 외야수 | 트레이스 톰슨       | 1991년 3월 15일(31세)  | 로스앤젤레스 다저스                 |  |  |

### 캐나다
- 감독 어니 휘트
- 코치 데니스 부셰, 그렉 해밀턴, 팀 레이퍼, 폴 퀸트릴, 래리 워커, 조던 프로시센

| 6  | 투수   | 맷 브래쉬           | 1998년 5월 12일(24세)  | 시애틀 매리너스                 |  |  |
| 20 | 투수   | 아담 로웬           | 1984년 4월 9일(38세)   | 무소속                          |  |  |
| 24 | 투수   | RJ 프로이레         | 1997년 7월 6일(25세)   | 링컨 솔트독스                   |  |  |
| 25 | 투수   | 노아 스키로우       | 1998년 7월 21일(24세)  | 필라델피아 필리스 산하 마이너   |  |  |
| 28 | 투수   | 미치 브랫           | 2003년 7월 3일(19세)   | 텍사스 레인저스 산하 마이너     |  |  |
| 30 | 투수   | 케이스 스미스       | 1999년 5월 9일(23세)   | 클리블랜드 가디언스 산하 마이너 |  |  |
| 32 | 투수   | 에반 루트키         | 1992년 1월 31일(31세)  | 니가타 알비렉스                 |  |  |
| 37 | 투수   | 필립 오몽           | 1989년 1월 7일(34세)   | 무소속                          |  |  |
| 38 | 투수   | 벤 오니슈코         | 1996년 10월 18일(26세) | 시애틀 매리너스 산하 마이너     |  |  |
| 39 | 투수   | 트레버 브리그든     | 1995년 9월 20일(27세)  | 탬파베이 레이스 산하 마이너     |  |  |
| 40 | 투수   | 롭 자시트리즈니     | 1992년 3월 26일(30세)  | 피츠버그 파이리츠 산하 마이너   |  |  |
| 47 | 투수   | 칼 콴트릴           | 1995년 2월 10일(28세)  | 클리블랜드 가디언스             |  |  |
| 48 | 투수   | 스콧 매디슨         | 1984년 2월 27일(39세)  | 무소속                          |  |  |
| 52 | 투수   | 인디고 디아즈       | 1998년 10월 14일(24세) | 뉴욕 양키스 산하 마이너         |  |  |
| 56 | 투수   | 커티스 테일러       | 1995년 7월 25일(27세)  | 시카고 컵스 산하 마이너         |  |  |
| 59 | 투수   | 존 액스포드         | 1983년 4월 1일(39세)   | 무소속                          |  |  |
| 63 | 투수   | 앤드루 앨버스       | 1985년 10월 6일(37세)  | 무소속                          |  |  |
|    |        |                     |                        |                                 |  |  |
| 14 | 포수   | 켈린 데글란         | 1992년 5월 13일(30세)  | 무소속                          |  |  |
| 44 | 포수   | 보 네일러           | 2000년 2월 21일(23세)  | 클리블랜드 가디언스             |  |  |
|    |        |                     |                        |                                 |  |  |
| 5  | 내야수 | 프레디 프리먼       | 1989년 9월 12일(33세)  | 로스앤젤레스 다저스             |  |  |
| 13 | 내야수 | 아브라함 토로       | 1996년 12월 20일(26세) | 밀워키 브루어스                 |  |  |
| 15 | 내야수 | 애드워드 줄리앙     | 1999년 4월 30일(23세)  | 미네소타 트윈스 산하 마이너     |  |  |
| 18 | 내야수 | 다미아노 팔메지아니 | 2000년 1월 24일(23세)  | 토론토 블루제이스 산하 마이너   |  |  |
| 51 | 내야수 | 오토 로페즈         | 1998년 10월 1일(24세)  | 토론토 블루제이스               |  |  |
| 74 | 내야수 | 지레드 영           | 1995년 7월 9일(27세)   | 시카고 컵스 산하 마이너         |  |  |
|    |        |                     |                        |                                 |  |  |
| 7  | 외야수 | 다산 브라운         | 2001년 9월 25일(21세)  | 토론토 블루제이스 산하 마이너   |  |  |
| 8  | 외야수 | 제이콥 롭슨         | 1994년 11월 20일(28세) | 캔자스시티 모나크               |  |  |
| 21 | 외야수 | 오웬 케이시         | 2002년 7월 8일(20세)   | 시카고 컵스 산하 마이너         |  |  |
| 23 | 외야수 | 덴젤 클라크         | 2000년 5월 1일(22세)   | 오클랜드 애슬레틱스 산하 마이너 |  |  |
| 27 | 외야수 | 타일러 오닐         | 1995년 6월 22일(27세)  | 세인트루이스 카디널스           |  |  |

### 콜롬비아
- 감독 졸버트 카브레라
- 코치 호세 모스케라, 호르헤 코르테스, 윌터 미란다, 로날드 라미레즈, 자이르 페르난데스, 오를란도 카브레라, 에드가 렌테리아

| 19 | 투수   | 제프리 차일드       | 1996년 9월 26일(26세)  | 디아블로스 로호스 델 멕시코       |  |  |
| 22 | 투수   | 아드리안 알메이다   | 1995년 2월 25일(28세)  | 피라타스 데 캄페체                |  |  |
| 26 | 투수   | 존 로메로           | 1995년 1월 17일(28세)  | 무소속                            |  |  |
| 29 | 투수   | 리오 고메즈         | 1994년 10월 20일(28세) | 보스턴 레드삭스 산하 마이너       |  |  |
| 30 | 투수   | 얍슨 고메즈         | 1993년 10월 2일(29세)  | 로호스 델 아길라 데 베라크루스    |  |  |
| 32 | 투수   | 윌리엄 쿠에바스     | 1990년 10월 14일(32세) | 디아블로스 로호스 델 멕시코       |  |  |
| 34 | 투수   | 루이스 데 아빌라    | 2001년 5월 29일(21세)  | 애틀랜타 브레이브스 산하 마이너   |  |  |
| 41 | 투수   | 다니스 코레아       | 1999년 8월 26일(23세)  | 시카고 컵스 산하 마이너           |  |  |
| 41 | 투수   | 카를로스 오캄포     | 1998년 9월 3일(24세)   | 뉴욕 메츠 산하 마이너             |  |  |
| 47 | 투수   | 홀리오 테헤란       | 1991년 1월 27일(32세)  | 샌디에이고 파드리스               |  |  |
| 48 | 투수   | 에제키엘 사발레타   | 1995년 8월 20일(27세)  | 가스토니아 허니 헌터스            |  |  |
| 50 | 투수   | 산티아고 플로레스   | 2000년 5월 9일(22세)   | 피츠버그 파이리츠 산하 마이너     |  |  |
| 52 | 투수   | 리버 산마르틴       | 1996년 4월 15일(26세)  | 신시내티 레즈                     |  |  |
| 53 | 투수   | 루벤 갈린도         | 2001년 1월 24일(22세)  | 샌디에이고 파드리스 산하 마이너   |  |  |
| 56 | 투수   | 타일론 게레로       | 1991년 1월 9일(32세)   | 신시내티 레즈 산하 마이너         |  |  |
| 66 | 투수   | 기예르모 주니가     | 1998년 10월 10일(24세) | 세인트루이스 카디널스 산하 마이너 |  |  |
| 72 | 투수   | 페드로 가르시아     | 1995년 3월 21일(27세)  | 신시내티 레즈 산하 마이너         |  |  |
| 74 | 투수   | 나발 크리스마트     | 1994년 12월 25일(28세) | 샌디에이고 파드리스               |  |  |
| 90 | 투수   | 홀리오 비바스       | 1993년 10월 1일(29세)  | 바게로스 데 몬테리아              |  |  |
| 98 | 투수   | 자시에 헤레라       | 1998년 1월 1일(25세)   | 티부로네스 델 라 구아이라         |  |  |
|    |        |                     |                        |                                   |  |  |
| 12 | 포수   | 구스타보 캄페로     | 1997년 9월 20일(25세)  | 로스앤젤레스 에인절스 산하 마이너 |  |  |
| 20 | 포수   | 메이브리스 빌로리아 | 1997년 2월 15일(26세)  | 클리블랜드 가디언스 산하 마이너   |  |  |
| 21 | 포수   | 조나탄 솔라노       | 1985년 8월 12일(37세)  | 무소속                            |  |  |
| 35 | 포수   | 엘리아스 디아즈     | 1990년 11월 17일(32세) | 콜로라도 로키스                   |  |  |
| 38 | 포수   | 호르헤 알파로       | 1993년 6월 11일(29세)  | 보스턴 레드삭스 산하 마이너       |  |  |
|    |        |                     |                        |                                   |  |  |
| 3  | 내야수 | 딜슨 헤레라         | 1994년 3월 3일(29세)   | 스태튼 아일랜드 페리호크스        |  |  |
| 9  | 내야수 | 아드리안 산체스     | 1994년 9월 6일(28세)   | 무소속                            |  |  |
| 11 | 내야수 | 파비안 페르투즈     | 2000년 9월 1일(22세)   | 시카고 컵스 산하 마이너           |  |  |
| 13 | 내야수 | 조던 디아즈         | 2000년 8월 13일(22세)  | 오클랜드 애슬레틱스               |  |  |
| 16 | 내야수 | 레이날도 로드리게스 | 1986년 7월 2일(36세)   | 티그레스 데 킨타나로오            |  |  |
| 27 | 내야수 | 에반 맨도사         | 1996년 6월 28일(26세)  | 샌디에이고 파드리스 산하 마이너   |  |  |
| 39 | 내야수 | 히오 우르셸라       | 1991년 6월 28일(31세)  | 로스앤젤레스 에인절스             |  |  |
| 77 | 내야수 | 디얀 프리아스       | 2002년 6월 25일(20세)  | 클리블랜드 가디언스 산하 마이너   |  |  |
|    |        |                     |                        |                                   |  |  |
| 6  | 외야수 | 지저스 마리아가     | 1998년 12월 17일(24세) | 게리 사우스쇼어 레일캣츠          |  |  |
| 36 | 외야수 | 오스카 메르카도     | 1994년 12월 16일(28세) | 세인트루이스 카디널스 산하 마이너 |  |  |
| 43 | 외야수 | 해롤드 라미레즈     | 1994년 9월 6일(28세)   | 템파베이 레이스                   |  |  |

## D조

### 니카라과
- 감독 산도르 귀도
- 코치 훌리오 산체스, 루이스 알렌, 호르헤 드파울라, 카이로 무리요, 젠리 로아, 프랭클린 로페즈, 야데르 로아

| 12 | 투수   | 카를로스 로드리게스 | 2001년 11월 27일(21세) | 밀워키 브루어스 산하 마이너 |  |  |
| 14 | 투수   | 로드니 테오필       | 1999년 9월 16일(23세)  | 워싱턴 내셔널스 산하 마이너 |  |  |
| 18 | 투수   | 케빈 가데아         | 1994년 12월 6일(28세)  | 레오네즈 데 레온            |  |  |
| 30 | 투수   | 피덴시오 플로레스   | 1991년 9월 10일(31세)  | 기간테스 데 리바스          |  |  |
| 36 | 투수   | 로날드 메드라노     | 1995년 9월 17일(27세)  | 기간테스 데 리바스          |  |  |
| 41 | 투수   | 오스만 구티에레즈   | 1994년 12월 15일(28세) | 티부로네스 델 라 구아이라   |  |  |
| 43 | 투수   | 조너선 로아이시가   | 1994년 2월 11일(29세)  | 뉴욕 양키스                 |  |  |
| 55 | 투수   | 로니엘 라우데스     | 1998년 1월 16일(25세)  | 요크 레볼루션               |  |  |
| 61 | 투수   | 에라스모 라미레즈   | 1990년 5월 2일(32세)   | 워싱턴 내셔널스             |  |  |
| 62 | 투수   | 듀크 헤버트         | 2001년 10월 29일(21세) | 트렌 델 노르테              |  |  |
| 66 | 투수   | J.C. 라미레즈       | 1988년 8월 16일(34세)  | 레오네스 델 카라카스        |  |  |
| 77 | 투수   | 주니어 텔레즈       | 1990년 7월 1일(32세)   | 레오네즈 데 레온            |  |  |
| 79 | 투수   | 호아킨 아쿠나       | 1992년 1월 31일(31세)  | 티부로네스 델 라 구아이라   |  |  |
| 88 | 투수   | 카를로스 텔러       | 1986년 11월 3일(36세)  | 기간테스 데 리바스          |  |  |
| 94 | 투수   | 레오 크로포드       | 1997년 2월 2일(26세)   | 트라이시티 밸리 캣츠        |  |  |
|    |        |                     |                        |                             |  |  |
| 85 | 포수   | 로돌포 본           | 2000년 3월 22일(22세)  | 트렌 델 노르테              |  |  |
| 91 | 포수   | 멜빈 노보아         | 1996년 6월 17일(26세)  | 인디오스 델 보어            |  |  |
|    |        |                     |                        |                             |  |  |
| 1  | 내야수 | 벤자민 알레그리아   | 1997년 8월 6일(25세)   | 레오네즈 데 레온            |  |  |
| 5  | 내야수 | 스티븐 레이튼       | 1998년 12월 17일(24세) | 신시내티 레즈 산하 마이너   |  |  |
| 8  | 내야수 | 이반 마린           | 1988년 12월 21일(34세) | 기간테스 데 리바스          |  |  |
| 10 | 내야수 | 알렉스 블랜디노     | 1992년 11월 6일(30세)  | 무소속                      |  |  |
| 17 | 내야수 | 밀카르 페레즈       | 2001년 10월 16일(21세) | 시애틀 매리너스 산하 마이너 |  |  |
| 24 | 내야수 | 체슬러 커스버트     | 1992년 11월 16일(30세) | 기간테스 데 리바스          |  |  |
| 28 | 내야수 | 엘리안 미란다       | 1999년 5월 31일(23세)  | 에리호 크러셔스             |  |  |
| 38 | 내야수 | 윌리안스 바스케스   | 1983년 7월 23일(39세)  | 기간테스 데 리바스          |  |  |
| 99 | 내야수 | 후안 몬테스         | 1995년 5월 15일(27세)  | 트렌 델 노르테              |  |  |
|    |        |                     |                        |                             |  |  |
| 3  | 내야수 | 드와이트 브리튼     | 1987년 7월 17일(35세)  | 레오네즈 데 레온            |  |  |
| 9  | 내야수 | 샌디 버뮤데즈       | 1984년 9월 8일(38세)   | 트렌 델 노르테              |  |  |
| 19 | 내야수 | 노를란도 발레       | 1994년 9월 8일(28세)   | 티그레스 데 치난데가        |  |  |
| 44 | 내야수 | 아이작 베나드       | 1996년 1월 2일(27세)   | 게이트웨이 그리즐리스       |  |  |

### 도미니카 공화국
- 감독 로드니 리나레스
- 코치 토니 다이즈, 루이스 오르티스, 프랭크 발데스, 웰링턴 세페다, 호세 카노, 훌리오 보본, 라몬 산티아고

| 20 | 투수   | 샌디 알칸타라       | 1995년 9월 7일(27세)   | 마이애미 말린스         |  |  |
| 30 | 투수   | 세자르 발데즈       | 1985년 3월 17일(37세)  | 로스앤젤레스 에인절스   |  |  |
| 47 | 투수   | 호니 쿠에토         | 1986년 2월 15일(37세)  | 마이애미 말린스         |  |  |
| 48 | 투수   | 라파엘 몬테로       | 1990년 10월 17일(32세) | 휴스턴 애스트로스       |  |  |
| 50 | 투수   | 헥터 네리스         | 1989년 6월 14일(33세)  | 휴스턴 애스트로스       |  |  |
| 52 | 투수   | 브라이언 아브루     | 1997년 4월 22일(25세)  | 휴스턴 애스트로스       |  |  |
| 53 | 투수   | 크리스티안 하비에르 | 1997년 3월 26일(25세)  | 휴스턴 애스트로스       |  |  |
| 59 | 투수   | 로안시 콘트레라스   | 1999년 11월 17일(23세) | 피츠버그 파이리츠       |  |  |
| 63 | 투수   | 디에고 카스티요     | 1994년 1월 18일(29세)  | 시애틀 매리너스         |  |  |
| 66 | 투수   | 루이스 가르시아     | 1987년 1월 30일(36세)  | 샌디에이고 파드리스     |  |  |
| 72 | 투수   | 루이스 오르티스     | 1999년 1월 27일(24세)  | 피츠버그 파이리츠       |  |  |
| 75 | 투수   | 카밀로 도발         | 1997년 7월 4일(25세)   | 샌프란시스코 자이언츠   |  |  |
| 92 | 투수   | 제네시스 카브레라   | 1996년 10월 10일(26세) | 세인트루이스 카디널스   |  |  |
| 93 | 투수   | 이미 가르시아       | 1990년 8월 18일(32세)  | 토론토 블루제이스       |  |  |
|    |        |                     |                        |                         |  |  |
| 21 | 포수   | 프란시스코 메히아   | 1995년 10월 27일(27세) | 템파베이 레이스         |  |  |
| 35 | 포수   | 가리 산체스         | 1992년 12월 2일(30세)  | 무소속                  |  |  |
|    |        |                     |                        |                         |  |  |
| 3  | 내야수 | 제레미 페냐         | 1997년 9월 22일(25세)  | 휴스턴 애스트로스       |  |  |
| 4  | 내야수 | 케텔 마르테         | 1993년 10월 12일(29세) | 애리조나 다이아몬드백스 |  |  |
| 5  | 내야수 | 원더 프랑코         | 2001년 2월 1일(22세)   | 템파베이 레이스         |  |  |
| 7  | 내야수 | 하이머 칸델라리오   | 1993년 11월 24일(29세) | 워싱턴 내셔널스         |  |  |
| 9  | 내야수 | 진 세구라           | 1990년 3월 17일(32세)  | 마이애미 말린스         |  |  |
| 11 | 내야수 | 라파엘 데베르스     | 1996년 10월 24일(26세) | 보스턴 레드삭스         |  |  |
| 13 | 내야수 | 매니 마차도         | 1992년 7월 6일(30세)   | 샌디에이고 파드리스     |  |  |
| 24 | 내야수 | 로빈슨 카노         | 1982년 10월 22일(40세) | 무소속                  |  |  |
| 27 | 내야수 | 윌리 아담스         | 1995년 9월 25일(27세)  | 밀워키 브루어스         |  |  |
|    |        |                     |                        |                         |  |  |
| 22 | 외야수 | 후안 소토           | 1998년 10월 25일(24세) | 샌디에이고 파드리스     |  |  |
| 37 | 외야수 | 테오스카 에르난데스 | 1992년 10월 15일(30세) | 시애틀 매리너스         |  |  |
| 44 | 외야수 | 홀리오 로드리게스   | 2000년 12월 29일(22세) | 시애틀 매리너스         |  |  |
| 74 | 외야수 | 엘로이 히메네스     | 1996년 11월 27일(26세) | 시카고 화이트삭스       |  |  |

### 베네수엘라
- 감독 오마르 로페스
- 코치 이반 아르테아가, 라몬 보레고, 로돌포 에르난데스, 카를로스 멘도사, 루글라스 오도르, 루이스 라미레즈, 윌프레도 로메로

| 3  | 투수   | 엘리세르 에르난데스   | 1995년 5월 3일(27세)   | 뉴욕 메츠                           |  |  |
| 5  | 투수   | 맥스 카스티요         | 1999년 5월 4일(23세)   | 캔자스시티 로열스                   |  |  |
| 8  | 투수   | 알렉시스 리베로       | 1994년 10월 18일(28세) | 레오네스 데 폰세                    |  |  |
| 18 | 투수   | 앤서니 비즈카야       | 1993년 10월 24일(29세) | 나베간테스 델 마가야네스            |  |  |
| 35 | 투수   | 에릭 리얼             | 1995년 3월 17일(27세)  | 나베간테스 델 마가야네스            |  |  |
| 37 | 투수   | 엔마누엘 데 헤수스    | 1996년 12월 10일(26세) | 마이애미 말린스 산하 마이너         |  |  |
| 38 | 투수   | 노르위드 구디뇨       | 1995년 11월 22일(27세) | 보스턴 레드삭스 산하 마이너         |  |  |
| 43 | 투수   | 카를로스 에르난데스   | 1997년 3월 11일(25세)  | 캔자스시티 로열스                   |  |  |
| 44 | 투수   | 헤수스 루자르도       | 1997년 9월 30일(25세)  | 마이애미 말린스                     |  |  |
| 45 | 투수   | 줄리스 차신           | 1988년 1월 7일(35세)   | 레오네스 델 카라카스                |  |  |
| 46 | 투수   | 호세 알바라도         | 1995년 5월 21일(27세)  | 필라델피아 필리스                   |  |  |
| 47 | 투수   | 에드윈 에스코바르     | 1992년 4월 22일(30세)  | 요코하마 DeNA 베이스타스            |  |  |
| 49 | 투수   | 파블로 로페즈         | 1996년 3월 7일(27세)   | 미세노타 트윈스                     |  |  |
| 54 | 투수   | 마틴 페레즈           | 1991년 4월 4일(31세)   | 텍사스 레인저스                     |  |  |
| 55 | 투수   | 레인저 수아레즈       | 1995년 8월 26일(27세)  | 필라델피아 필리스                   |  |  |
| 56 | 투수   | 실비노 브라초         | 1992년 7월 17일(30세)  | 신시내티 레즈 산하 마이너           |  |  |
| 57 | 투수   | 에두아르도 로드리게스 | 1993년 4월 7일(29세)   | 디트로이트 타이거즈                 |  |  |
| 58 | 투수   | 엔드리스 브리세노     | 1992년 2월 7일(31세)   | 애리조나 다이아몬드백스 산하 마이너 |  |  |
| 59 | 투수   | 안드레스 마차도       | 1993년 4월 22일(29세)  | 워싱턴 내셔널스 산하 마이너         |  |  |
| 60 | 투수   | 다윈존 에르난데스     | 1996년 12월 17일(26세) | 볼티모어 오르올스 산하 마이너       |  |  |
| 65 | 투수   | 호세 퀴하다           | 1995년 11월 9일(27세)  | 로스앤젤레스 에인절스               |  |  |
| 66 | 투수   | 호세 루이스           | 1994년 10월 21일(28세) | 시카고 화이트삭스                   |  |  |
| 77 | 투수   | 루이스 가르시아       | 1996년 12월 13일(26세) | 휴스턴 애스트로스                   |  |  |
|    |        |                       |                        |                                     |  |  |
| 13 | 포수   | 살바도르 페레스       | 1990년 5월 10일(32세)  | 캔자스시티 로열스                   |  |  |
| 16 | 포수   | 오마르 나르바에즈     | 1990년 1월 2일(33세)   | 뉴욕 메츠                           |  |  |
| 28 | 포수   | 로빈슨 치리노스       | 1984년 6월 5일(38세)   | 나베간테스 델 마가야네스            |  |  |
|    |        |                       |                        |                                     |  |  |
| 0  | 내야수 | 안드레스 히메네스     | 1998년 9월 4일(24세)   | 클리블랜드 가디언스                 |  |  |
| 1  | 내야수 | 루이스 렌기포         | 1997년 2월 26일(26세)  | 로스앤젤레스 에인절스               |  |  |
| 2  | 내야수 | 루이스 아라에즈       | 1997년 4월 9일(25세)   | 마이애미 말린스                     |  |  |
| 7  | 내야수 | 유지니오 수아레스     | 1991년 7월 18일(31세)  | 시애틀 매리너스                     |  |  |
| 10 | 내야수 | 에두아르도 에스코바르 | 1998년 1월 5일(25세)   | 뉴욕 메츠                           |  |  |
| 14 | 내야수 | 글레이버 토레스       | 1996년 12월 13일(26세) | 뉴욕 양키스                         |  |  |
| 15 | 내야수 | 에르난 페레즈         | 1991년 3월 26일(31세)  | 카르데날레스 데 라라                |  |  |
| 24 | 내야수 | 미겔 카브레라         | 1983년 4월 18일(39세)  | 디트로이트 타이거즈                 |  |  |
| 27 | 내야수 | 호세 알투베           | 1990년 5월 6일(32세)   | 휴스턴 에스트로스                   |  |  |
|    |        |                       |                        |                                     |  |  |
| 6  | 외야수 | 데이비스 페랄타       | 1987년 8월 14일(35세)  | 로스앤젤레스 다저스                 |  |  |
| 25 | 외야수 | 앤서니 산탄더         | 1994년 10월 19일(28세) | 볼티모어 오리올스                   |  |  |
| 42 | 외야수 | 로날드 아쿠냐 주니어  | 1997년 12월 18일(25세) | 애틀랜타 브레이브스                 |  |  |

### 이스라엘
- 감독 이언 킨슬러
- 코치 케빈 유킬리스, 브래드 오스무스, 제리 내론, 조쉬 자이드, 스튜 페더슨, 블레이크 게일렌, 네이트 피시

| 0  | 투수   | 버비 로스만       | 1992년 6월 29일(30세)  | 애들레이드 자이언츠                 |  |  |
| 10 | 투수   | 브랜든 골드       | 1994년 9월 16일(28세)  | 무소속                              |  |  |
| 14 | 투수   | 조이 웨그먼       | 1991년 7월 25일(31세)  | 브라보스 데 레온                    |  |  |
| 17 | 투수   | 딘 크래머         | 1996년 1월 7일(27세)   | 볼티모어 오리올스                   |  |  |
| 22 | 투수   | 롭 카민스키       | 1994년 9월 2일(28세)   | 콜로라도 로키스                     |  |  |
| 25 | 투수   | 슐로모 리페츠     | 1979년 2월 11일(44세)  | 무소속                              |  |  |
| 26 | 투수   | 콜튼 고든         | 1998년 12월 20일(24세) | 휴스턴 애스트로스 산하 마이너       |  |  |
| 30 | 투수   | 조쉬 울프         | 2000년 9월 1일(22세)   | 클리블랜드 가디언스 산하 마이너     |  |  |
| 31 | 투수   | 제이크 피쉬먼     | 1995년 2월 8일(28세)   | 오클랜드 애슬레틱스 산하 마이너     |  |  |
| 32 | 투수   | 에반 크라베츠     | 1996년 12월 19일(26세) | 신시내티 레즈 산하 마이너           |  |  |
| 35 | 투수   | 리차드 블레어     | 1987년 4월 16일(35세)  | 보스턴 레드삭스                     |  |  |
| 37 | 투수   | 제이크 칼리쉬     | 1991년 7월 9일(31세)   | 로스앤젤레스 에인절스               |  |  |
| 41 | 투수   | 카일 몰나르       | 1996년 11월 14일(26세) | 무소속                              |  |  |
| 45 | 투수   | 제이콥 슈타인메츠 | 2003년 7월 19일(19세)  | 애리조나 다이아몬드백스 산하 마이너 |  |  |
| 47 | 투수   | 알렉스 카츠       | 1994년 10월 12일(28세) | 스태튼 아일랜드 페리호크스          |  |  |
| 53 | 투수   | 제이크 메드닉     | 1996년 5월 1일(26세)   | 무소속                              |  |  |
| 56 | 투수   | 아담 콜라렉       | 1989년 1월 14일(34세)  | 오클랜드 애슬레틱스 산하 마이너     |  |  |
| 57 | 투수   | 잭 바이스         | 1992년 6월 16일(30세)  | 로스앤젤레스 에인절스               |  |  |
| 66 | 투수   | 앤드류 그로스     | 1996년 9월 19일(26세)  | 템파베이 레이스 산하 마이너         |  |  |
| 89 | 투수   | 로버트 스탁       | 1989년 11월 21일(33세) | 밀워키 브루어스 산하 마이너         |  |  |
| 99 | 투수   | 다니엘 페더먼     | 1998년 9월 18일(24세)  | 볼티모어 오리올스 산하 마이너       |  |  |
|    |        |                   |                        |                                     |  |  |
| 8  | 포수   | 야쿠브 골드파브   | 1996년 6월 23일(26세)  | 사우던 메릴랜드 불르 크랩           |  |  |
| 21 | 포수   | 가렛 스터브스     | 1993년 5월 26일(29세)  | 필라델피아 필리스                   |  |  |
| 36 | 포수   | 라이언 라반웨이   | 1987년 8월 7일(35세)   | 멜버른 에이시스                     |  |  |
|    |        |                   |                        |                                     |  |  |
| 4  | 내야수 | 스펜서 호르위츠   | 1997년 11월 14일(25세) | 토론토 블루제이스 산하 마이너       |  |  |
| 6  | 내야수 | 노아 맨들링거     | 2000년 8월 9일(22세)   | 세인트루이스 카디널스 산하 마이너   |  |  |
| 18 | 내야수 | 잭 겔로프         | 1999년 10월 19일(23세) | 오클랜드 애슬레틱스 산하 마이너     |  |  |
| 19 | 내야수 | 대니 발렌시아     | 1984년 9월 19일(38세)  | 무소속                              |  |  |
| 27 | 내야수 | 매트 머비스       | 1998년 4월 16일(24세)  | 시카고 컵스 산하 마이너             |  |  |
| 38 | 내야수 | 마이클 윌란스키   | 1997년 3월 18일(25세)  | 사우던 메릴랜드 블루 크랩           |  |  |
| 55 | 내야수 | 유 켈리           | 1988년 7월 20일(34세)  |                                     |  |  |
|    |        |                   |                        |                                     |  |  |
| 23 | 외야수 | 작 피더슨         | 1992년 4월 21일(30세)  | 샌프란시스코 자이언츠               |  |  |
| 40 | 외야수 | 알렉스 디커슨     | 1990년 5월 26일(32세)  | 무소속                              |  |  |

### 푸에르토리코
- 감독 야디에르 몰리나
- 코치 알렉스 신트론, 빅터 로드리게스, 후안 곤잘레스, 리키 본즈, 호세 몰리나, 루이스 리베라, 호세 로사도

| 0  | 투수   | 마커스 스트로먼      | 1991년 5월 1일(31세)   | 시카고 컵스                       |  |  |
| 13 | 투수   | 에밀리오 페이건      | 1991년 5월 7일(31세)   | 미네소타 트윈스                   |  |  |
| 16 | 투수   | 조바니 모란          | 1997년 4월 24일(25세)  | 미네소타 트윈스                   |  |  |
| 28 | 투수   | 페르난도 크루즈      | 1990년 3월 28일(32세)  | 신시내티 레즈                     |  |  |
| 30 | 투수   | 데렉 로드리게스      | 1992년 6월 5일(30세)   | 미네소타 트윈스 산하 마이너       |  |  |
| 35 | 투수   | 호세 에스파다        | 1997년 2월 22일(26세)  | 샌디에이고 파드리스 산하 마이너   |  |  |
| 37 | 투수   | 호세 베리오스        | 1994년 5월 27일(28세)  | 토론토 블루제이스                 |  |  |
| 39 | 투수   | 애드윈 디아즈        | 1994년 3월 22일(28세)  | 뉴욕 메츠                         |  |  |
| 41 | 투수   | 니콜라스 피딜라      | 1996년 12월 24일(26세) | 시카고 화이트삭스                 |  |  |
| 43 | 투수   | 알렉시스 디아즈      | 1996년 9월 28일(26세)  | 신시내티 레즈                     |  |  |
| 45 | 투수   | 루이스 퀴노네스      | 1997년 7월 2일(25세)   | 토론토 블루제이스 산하 마이너     |  |  |
| 48 | 투수   | 호르헤 로페즈        | 1993년 2월 10일(30세)  | 미네소타 트윈스                   |  |  |
| 52 | 투수   | 도미닉 하멜          | 1999년 3월 2일(24세)   | 뉴욕 메츠 산하 마이너             |  |  |
| 53 | 투수   | 헥터 산티아고        | 1987년 12월 16일(35세) | 히간테스 데 카롤리나              |  |  |
| 54 | 투수   | 조나단 버뮤데즈      | 1996년 9월 28일(26세)  | 샌프란시스코 자이언츠 산하 마이너 |  |  |
| 56 | 투수   | 듀안 언더우드 주니어 | 1994년 7월 20일(28세)  | 피츠버그 파이리츠                 |  |  |
| 58 | 투수   | 알렉스 클라우디오    | 1992년 1월 31일(31세)  | 밀워키 브루어스 산하 마이너       |  |  |
| 64 | 투수   | 앤서니 말도나도      | 1998년 2월 6일(25세)   | 마이애미 말린스 산하 마이너       |  |  |
| 75 | 투수   | 야크셀 리오스        | 1993년 6월 27일(29세)  | 애틀랜타 브레이브스 산하 마이너   |  |  |
| 87 | 투수   | 호세 드 레온         | 1992년 8월 7일(30세)   | 미네소타 트윈스 산하 마이너       |  |  |
|    |        |                      |                        |                                   |  |  |
| 7  | 포수   | 크리스찬 바스케스    | 1990년 8월 21일(32세)  | 미네소타 트윈스                   |  |  |
| 10 | 포수   | MJ 멜렌데스          | 1998년 11월 29일(24세) | 캔자스시티 로열스                 |  |  |
| 15 | 포수   | 마틴 말도나도        | 1986년 8월 16일(36세)  | 휴스턴 애스트로스                 |  |  |
|    |        |                      |                        |                                   |  |  |
| 5  | 내야수 | 엔리케 에르난데스    | 1991년 8월 24일(31세)  | 보스턴 레드삭스                   |  |  |
| 9  | 내야수 | 하비에르 바에스      | 1992년 12월 1일(30세)  | 디트로이트 타이거즈               |  |  |
| 12 | 내야수 | 프란시스코 린도어    | 1993년 11월 14일(29세) | 뉴욕 메츠                         |  |  |
| 18 | 내야수 | 애드읜 디아즈        | 1995년 8월 25일(27세)  | 보스턴 레드삭스 산하 마이너       |  |  |
| 26 | 내야수 | 엠마누엘 리베라      | 1996년 6월 29일(26세)  | 애리조나 다이아몬드백스           |  |  |
| 31 | 내야수 | 비마엘 마친          | 1993년 9월 25일(29세)  | 필라델피아 필리스 산하 마이너     |  |  |
| 99 | 내야수 | 네프탈리 소토        | 1989년 2월 28일(34세)  | 요코하마 DeNA 베이스타스          |  |  |
|    |        |                      |                        |                                   |  |  |
| 14 | 외야수 | 헨리 라모스          | 1992년 4월 15일(30세)  | 신시내티 레즈 산하 마이너         |  |  |
| 17 | 외야수 | 에디 로사리오        | 1991년 9월 28일(31세)  | 애틀랜타 브레이브스               |  |  |
| 32 | 외야수 | 조네슈이 파르가스    | 1994년 12월 15일(28세) | 무소속                            |  |  |
| 40 | 외야수 | 넬슨 벨라스케스      | 1998년 12월 26일(24세) | 시카고 컵스                       |  |  |